# Seimeni, Constanța
Seimeni (în trecut Seimenii Mari, în turcă Seymenköy) este satul de reședință al comunei cu același nume din județul Constanța, Dobrogea, România. La recensământul din 2002 avea o populație de 555 locuitori.

## Istoric
Primele detalii istorice care atestă existența localității Seimeni datează din jurul anului 1600, când o parte dintre soldații domnitorului Constantin Șerban Basarab s-au răsculat împotriva lui și au trecut Dunărea. Acești soldați, care formau armata plătită a domnitorului amintit mai sus, se numeau seimeni.
Altă atestare documentară este legată de perioada din jurul „ciumei lui Caragea”, când populația a fost aparent decimată.
În perioada domniei lui Alexandru Ioan Cuza, zona a fost populată inclusiv de oieri din zona Nucet, cărora li s-au încredințat loturi de pământ, astfel devenind o parte din comunitatea locală.